# Port-le-Grand
Port-le-Grand (picardisch: Port-l’Grand) ist eine nordfranzösische Gemeinde mit 268 Einwohnern (Stand 1. Januar 2022) im Département Somme in der Region Hauts-de-France. Die Gemeinde liegt im Arrondissement Abbeville und ist Teil der Communauté de communes Ponthieu-Marquenterre und des Kantons Abbeville-1.

## Geographie
Die Gemeinde liegt an der Départementsstraße D40 und der Bahnstrecke Paris – Boulogne-sur-Mer unterhalb von Abbeville und der Gemeinde Grand-Laviers und oberhalb von Noyelles-sur-Mer am rechten (nördlichen) Ufer der Somme. Zur Gemeinde gehören die Ortsteile Bonance, Les Tilleuls, Le Moulin und Blanquetaque. Das Gemeindegebiet gehört zum Regionalen Naturpark Baie de Somme Picardie Maritime. Der Canal de la Somme (Canal maritime d’Abbeville à Saint-Valery) verläuft außerhalb der Gemeinde, die Weiler Petit Port und Les Amourettes liegen zwar noch rechts des Kanals, gehören aber schon zur Gemeinde Saigneville. Heute können Somme und Kanal auf der Départementsstraße D86 gequert werden, der Kanal auf einer Drehbrücke.

## Geschichte
Der Ort war schon in der Bronzezeit besiedelt. In der Vita der heiligen Austreberta, die hier um 650 in das Kloster eintrat, wird er als Portus Icius genannt. Unterhalb von Port-le-Grand führte bis zur Schaffung des Somme-Kanals im Jahr 1786 die Furt Gué de Blanquetaque über die Somme. Daneben wird auch eine Fähre genannt.

## Einwohner
| 1962 | 1968 | 1975 | 1982 | 1990 | 1999 | 2006 | 2011 |
| ---- | ---- | ---- | ---- | ---- | ---- | ---- | ---- |
| 282  | 270  | 275  | 272  | 332  | 312  | 302  | 283  |

## Sehenswürdigkeiten

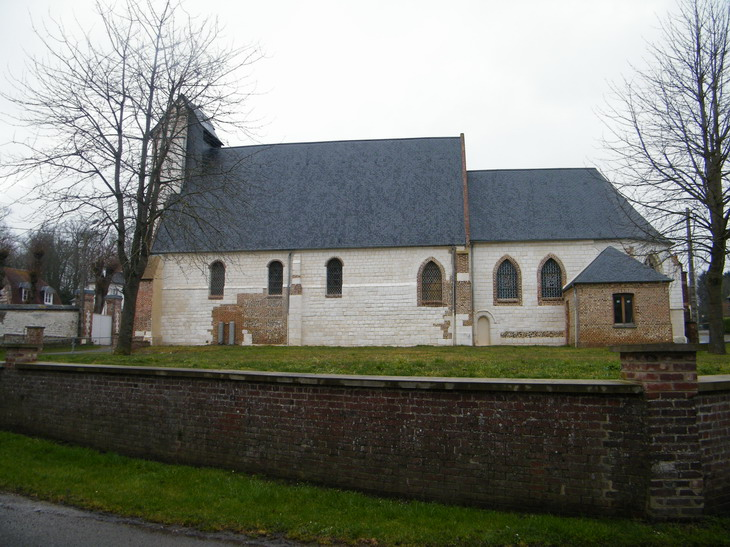
Kirche Saint-Honoré

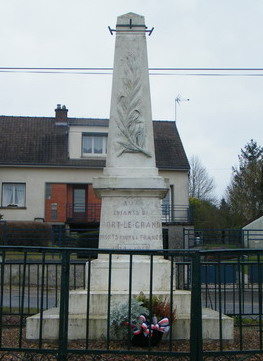
Kriegerdenkmal

- Kirche Saint-Honoré
- Kriegerdenkmal

## Persönlichkeiten
- In Port-le-Grand soll der Heilige Honorius von Amiens (gestorben um 600) geboren sein.